# Scambus alpestrator
Scambus alpestrator är en stekelart som beskrevs av Aubert 1966. Scambus alpestrator ingår i släktet Scambus och familjen brokparasitsteklar. Inga underarter finns listade i Catalogue of Life.